# 柿沼陽平
柿沼 陽平（かきぬま ようへい、1980年8月 - ）は、日本の東洋史学者。早稲田大学文学学術院（文学部）教授。

## 経歴
- 2006年 - 早稲田大学大学院文学研究科修士課程修了。日本学術振興会特別研究員DC1。
- 2009年 - 早稲田大学大学院文学研究科博士後期課程修了。博士（文学）。日本学術振興会特別研究員PD。
- 2010年 - 中国社会科学院歴史研究所 訪問学者
- 2012年 - 早稲田大学文学学術院 助教
- 2013年 - 帝京大学文学部 専任講師
- 2016年 - 帝京大学文学部 准教授
- 2020年 - 早稲田大学文学学術院 准教授
- 2021年 - 早稲田大学文学学術院 教授

## 受賞歴
- 2006年 - 2005年度小野梓記念学術賞。
- 2016年 - 第14回櫻井徳太郎賞大賞。
- 2017年 - 平成28年度冲永荘一学術文化奨励賞。

## 著書

### 単著
- 『中国古代貨幣経済史研究』（汲古書院、2011年）
- 『中国古代の貨幣 お金をめぐる人びとと暮らし』（吉川弘文館〈歴史文化ライブラリー〉、2015年）
- 『中国古代貨幣経済の持続と転換』（汲古書院、2018年）
- 『劉備と諸葛亮　カネ勘定の『三国志』』（文藝春秋〈文春新書〉、2018年）
- 『古代中国の24時間　秦漢時代の衣食住から性愛まで』（中央公論新社〈中公新書〉、2021年）

### 共著
- 本田毅彦編著・木村茂光著・柿沼陽平著・山本英貴著『つながりの歴史学』（北樹出版、2015年）

### 監修
- 『キッズペディア 世界の国ぐに』（小学館、2017年）

### 翻訳
- 『中国の文明 第3巻 文明の確立と変容〈上〉 秦漢 - 魏晋南北朝』稲畑耕一郎 日本語版 監修・監訳、袁行霈・厳文明・張伝璽・楼宇烈 原著主編、潮出版社〈北京大学版 中国の文明〉、2015年7月。ISBN 978-4-267-02023-0。
- 王震中『中国古代国家の起源と王権の形成』、汲古書院、2018年7月
- 『岳麓書院蔵秦簡 「為獄等状四種」訳注：裁判記録からみる戦国末期の秦』、平凡社〈東洋文庫〉（上・下）、2024年6月
- 孫機『モノからみた中国古代文化：衣食住行から科学芸術まで』、東方書店「東方学術翻訳叢書」、2024年8月

### 編著
- 柿沼陽平・飯山知保編『貴族与士大夫――青年学者眼中的中国史』（上海古籍出版社、2022年）